# NGC 1551
NGC 1551 je galaksija u zviježđu Biku.

## Vanjske poveznice
- SEDS: NGC 1551